# نظرية الأوتار الطوبولوجية
في الفيزياء النظرية، تعتبر نظرية الأوتار الطوبولوجية (بالإنجليزية: Topological string theory)‏ نسخة من نظرية الأوتار. ظهرت نظرية الأوتار الطوبولوجية في أوراق لعلماء الفيزياء النظرية، مثل إدوارد ويتن وكامران وفا، عن طريق القياس مع فكرة ويتن السابقة لنظرية المجال الكمي الطوبولوجية.